# 업링크 (비디오 게임)
《업링크》(영어: Uplink)는 영국의 인디 게임 제작사인 인트로버전 소프트웨어에서 2001년 출시한 게임이다.

## 줄거리
업링크에서 플레이어는 2010년도에 해커들에게 업무를 제공하는 업링크 코퍼레이션에서 근무하는 해커가 된다. 플레이어는 임무를 맡긴 상대회사의 서버를 해킹하는 일을 맡아 돈과 소프트웨어, 게이트웨어와 능력을 쌓게 된다. 업링크의 스토리는 Andromeda Research Corporation과 관련된 업링크 직원으로부터 전자 메일을 받는 것으로 시작되며, 이에 관련한 두 회사인 Andromeda Research Corporation과 더불어 이를 막을려는 Arumor의 편중 한쪽의 편을 들어 진행되게 된다. 또한 플레이어는 이를 무시하고 프리랜서 일을 계속 할 수도 있다.

## 스타일
업링크는 Hackers나, Sneakers, WarGames, Swordfish등의 헐리우드 영화에 나오는 해킹을 흉내내고 있다. 이들 영화들은 게임안에서 다른 회사들과 같이 찾을 수 있는데, 이들 서버중에는 스티브 잭슨 게임즈, OCP, Wargames에 나오는 핵미사일 제어 서버, 그리고 게임을 개발한 자사등이 있다.
업링크에는 몇가지 특이한 기능들이 있는데, 게임안에 IRC기능을 갖춰 다른 플레이어와 대화를 나눌수 있으며, 그리고 초기 버전에는 멀티 모니터 기능을 넣어 다른 컴퓨터에서도 업링크를 구동할 수 있도록 하였다. 나중에 멀티 모니터 기능은 안정성과 알려지지 않은점, 그리고 이 네트워크란 이름이 멀티 플레이와 종종 혼동되어서 삭제되었다.

## 음악
업링크는 S3M, mod, xm등의 포맷으로 저장된 음악들을 사용하고 있다. 아래의 음악들은 업링크 음악 작곡가들이 다운로드를 허가한 것들이며, 무료로 받을 수 있다.
- Karsten Koch의 The Blue Valley 다운로드
- Peter 'Skaven' Hajba의 Deep in Her Eyes 다운로드
- Robert 'Timelord' Gergely의 Mystique Parts 1 and 2 part 1 다운로드 part 2 다운로드[1]
- Dual Crew의 Symphonic 다운로드

## 평가
| 평론 점수 평론사 점수 iOS PC 유로게이머 N/A 7/10 [ 2 ] 게임즈마스터 82% [ 3 ] 80% [ 4 ] 게임스팟 N/A 7.1/10 [ 5 ] 게임스파이 N/A (2002) 73% [ 6 ] (2003) [ 7 ] 게임존 N/A 7/10 [ 8 ] IGN N/A 7.5/10 [ 9 ] PC 포맷 N/A 81% [ 10 ] PC 게이머 (US) N/A 80% [ 11 ] PC 존 N/A 70% [ 12 ] 통합 점수 메타크리틱 83/100 [ 13 ] 75/100 [ 14 ] |        |                     |
| 평론 점수 |        |                     |
| 평론사 | 점수   | 점수                |
| 평론사 | iOS    | PC                  |
| 유로게이머 | N/A    | 7/10                |
| 게임즈마스터 | 82%    | 80%                 |
| 게임스팟 | N/A    | 7.1/10              |
| 게임스파이 | N/A    | (2002) 73% · (2003) |
| 게임존 | N/A    | 7/10                |
| IGN | N/A    | 7.5/10              |
| PC 포맷 | N/A    | 81%                 |
| PC 게이머 (US) | N/A    | 80%                 |
| PC 존 | N/A    | 70%                 |
| 통합 점수 |        |                     |
| 메타크리틱 | 83/100 | 75/100              |

## 참고 문헌
1. ↑  Morris, Mark. “Credit where Credit is Due!”. forums.introversion.co.uk. 2013년 6월 9일에 확인함.
2. ↑  Bye, John "Gestalt" (2002년 5월 14일). “Uplink (PC)”. 《Eurogamer》. Gamer Network. 2002년 6월 4일에 원본 문서에서 보존된 문서. 2018년 3월 26일에 확인함.
3. ↑  “Uplink (iOS)”. 《GamesMaster》 (퓨처 (기업)). September 2012. 111쪽.
4. ↑  “Uplink (PC)”. 《GamesMaster》 (Future plc). 2002.
5. ↑  Todd, Brett (2002년 1월 2일). “Uplink Review (PC)”. 《GameSpot》. CBS Interactive. 2018년 3월 26일에 확인함.
6. ↑  Brooks, Mark (2002년 3월 16일). “Uplink (PC)”. 《GameSpy》. IGN Entertainment. 2005년 2월 17일에 원본 문서에서 보존된 문서. 2018년 3월 26일에 확인함.
7. ↑  Rausch, Allen (2003년 3월 25일). “GameSpy: Uplink: Hacker Elite”. 《GameSpy》. Ziff Davis. 2018년 3월 26일에 확인함.
8. ↑  Hopper, Steven (2003년 2월 13일). “Uplink: Hacker Elite Review”. 《GameZone》. 2008년 9월 30일에 원본 문서에서 보존된 문서. 2018년 3월 26일에 확인함.
9. ↑  Adams, Dan (2003년 4월 30일). “Uplink: Hacker Elite”. 《IGN》. Ziff Davis. 2018년 3월 26일에 확인함.
10. ↑  “Uplink”. 《PC Format》 (Future plc). 2002.
11. ↑  “Uplink”. 《PC Gamer》 (Future US). 2002.
12. ↑  Korda, Martin (2002년 2월 21일). “PC Review: Uplink”. 《PC Zone》. Future plc. 2007년 6월 3일에 원본 문서에서 보존된 문서. 2018년 3월 26일에 확인함.
13. ↑  “Uplink for iPhone/iPad Reviews”. 《Metacritic》. CBS Interactive. 2018년 3월 26일에 확인함.
14. ↑  “Uplink: Hacker Elite for PC Reviews”. 《Metacritic》. CBS Interactive. 2018년 3월 26일에 확인함.